# 圣菲尔贝德格朗略
圣菲尔贝德格朗略（法語：Saint-Philbert-de-Grand-Lieu，法語發音：[sɛ̃ filbɛʁ də ɡʁɑ̃ ljø]）是法国大西洋卢瓦尔省的一个市镇，属于南特区。

## 地名
“格朗略”法语本意为“大地”，取自一个周边湖泊的名字。

## 地理
圣菲尔贝德格朗略（47°2'6"N, 1°38'24"W）面积58.81 平方千米，位于法国卢瓦尔河地区大区大西洋卢瓦尔省，该省份为法国西北部沿海省份，位于布列塔尼半岛东南部，北起伊勒-维莱讷省，西北接莫尔比昂省，西临大西洋，南至旺代省，东临曼恩-卢瓦尔省。
与圣菲尔贝德格朗略接壤的市镇（或旧市镇、城区）包括：拉舍夫罗利耶尔、圣科隆邦、拉利穆济尼耶尔、拉马恩、圣吕米纳德库泰、圣马尔德库泰、布艾、圣艾尼昂格朗略、马什库勒-圣梅姆、热内通。

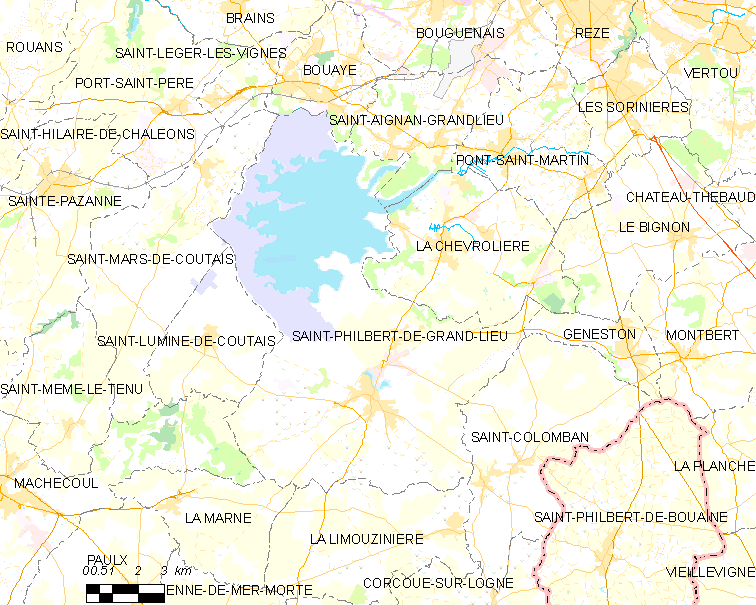
圣菲尔贝德格朗略的OSM定位图

圣菲尔贝德格朗略的时区为UTC+01:00、UTC+02:00（夏令时）。

## 行政
圣菲尔贝德格朗略的邮政编码为44310，INSEE市镇编码为44188。

## 政治
圣菲尔贝德格朗略所属的省级选区为圣菲尔贝德格朗略县。

## 人口

1962-2008年间圣菲尔贝德格朗略人口变化图示

圣菲尔贝德格朗略于2022年1月1日时的人口数量为9392人。